# Robinsons Bindenlangur
Robinsons Bindenlangur (Presbytis robinsoni) ist eine Art der Mützenlanguren, die im Norden der Malaiischen Halbinsel von der thailändischen Provinz Phetchaburi im Norden bis in den malaiischen Bundesstaat Perak im Süden vorkommt.

## Merkmale
Robinsons Bindenlangur ist dunkel graubraun bis schwarzbraun gefärbt. Der Bauch und die Innenseiten von Armen und Beinen sind bis zu den Hand- bzw. Fußgelenken weiß, die Brust, Hände und Füße sind schwarz. Auch das Gesicht ist schwarz, einschließlich der Augenlider. Lediglich die direkte Umgebung des Mauls ist weißlich. Es gibt auch Berichte über eine weißliche oder hellgraue Morphe. Auf der Kopfoberseite haben die Tiere ein oder zwei Haarwirbel. Die Kopf-Rumpf-Länge liegt bei 43 bis 61 Zentimeter, der Schwanz ist 61 bis 84 Zentimeter lang und das Gewicht ausgewachsener Tiere reicht von 5,8 bis 8,2 kg.
Robinsons Bindenlangur lebt in Gruppen von 4 bis 10 Exemplaren mit einem Männchen, mehreren Weibchen und ihren Jungtieren auf hohen Bäumen in sumpfigen Torfwäldern und ernährt sich vor allem von frischen Blättern und Früchten. Außerdem werden Samen, Knospen, Blüten und Pilze verzehrt.

## Systematik

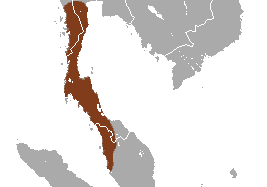
Das Verbreitungsgebiet von Robinsons Bindenlangur auf der Malaiischen Halbinsel

Robinsons Bindenlangur wurde im Jahr 1910 durch den britischen Zoologen Oldfield Thomas erstmals wissenschaftlich beschrieben. Er galt als eine von drei Unterarten des Bindenlanguren (Presbytis femoralis). Sein Verbreitungsgebiet ist jedoch geografisch von dem der nur im äußersten Süden der Malaiischen Halbinsel vorkommenden Nominatform getrennt und er unterscheidet sich molekularbiologisch (mtDNA, cyt-b und D-Loop) deutlich von dieser.  Er ist wahrscheinlich näher mit dem Weißschenkligen Languren (P. siamensis) verwandt als mit der Nominatform des Bindenlanguren. Der Weißschenklige Langur und Robinsons Bindenlangur trennten sich evolutionär vor etwa 2,5 Millionen Jahren voneinander. Im Juni 2020 bekam Robinsons Bindenlangur den Status einer eigenständigen Art.

## Gefährdung
Die IUCN schätzt den Bestand von Robinsons Langur als potenziell gefährdet (Near Threatened) ein. Das Verbreitungsgebiet ist stark fragmentiert. In Thailand wird die Art in zwei Nationalparks geschützt, in Kaeng Krachan im Norden und in Khao Sok in der Mitte des Verbreitungsgebietes, außerdem in Myanmar im Nationalpark Tanintharyi.

## Belege
1. 1 2 3  D. Zinner, G. H. Fickenscher & C. Roos: Family Cercopithecidae (Old World monkeys). Seite 715 in Russell A. Mittermeier, Anthony B. Rylands & Don E. Wilson: Handbook of the Mammals of the World - Volume 3: Primates. Lynx Edicions, 2013 ISBN 978-8496553897
2. ↑  Muhammad Abu Bakar Abdul-Latiff, Hanisah Baharuddin, Pazil Abdul-Patah & Badrul Munir Md-Zain: Is Malaysia's banded langur, Presbytis femoralis femoralis, actually Presbytis neglectus neglectus? Taxonomic revision with new insights on the radiation history of the Presbytis species group in Southeast Asia. Primates. 60 (1): 63–79. doi:10.1007/s10329-018-0699-y
3. ↑  Andie Ang, Dewi Imelda Roesma, Vincent Nijman, Rudolf Meier, Amrita Srivathsan und Rizaldi. 2020. Faecal DNA to the Rescue: Shotgun Sequencing of Non-invasive Samples reveals Two Subspecies of Southeast Asian Primates to be Critically Endangered Species. Scientific Reports. 10, 9396. DOI: 10.1038/s41598-020-66007-8
4. ↑  Presbytis femoralis ssp. robinsoni in der Roten Liste gefährdeter Arten der IUCN 2008. Eingestellt von: Nijman, V., Geissman, T. & Meijaard, E., 2008. Abgerufen am 28. April 2020.